# Wild card (sport)

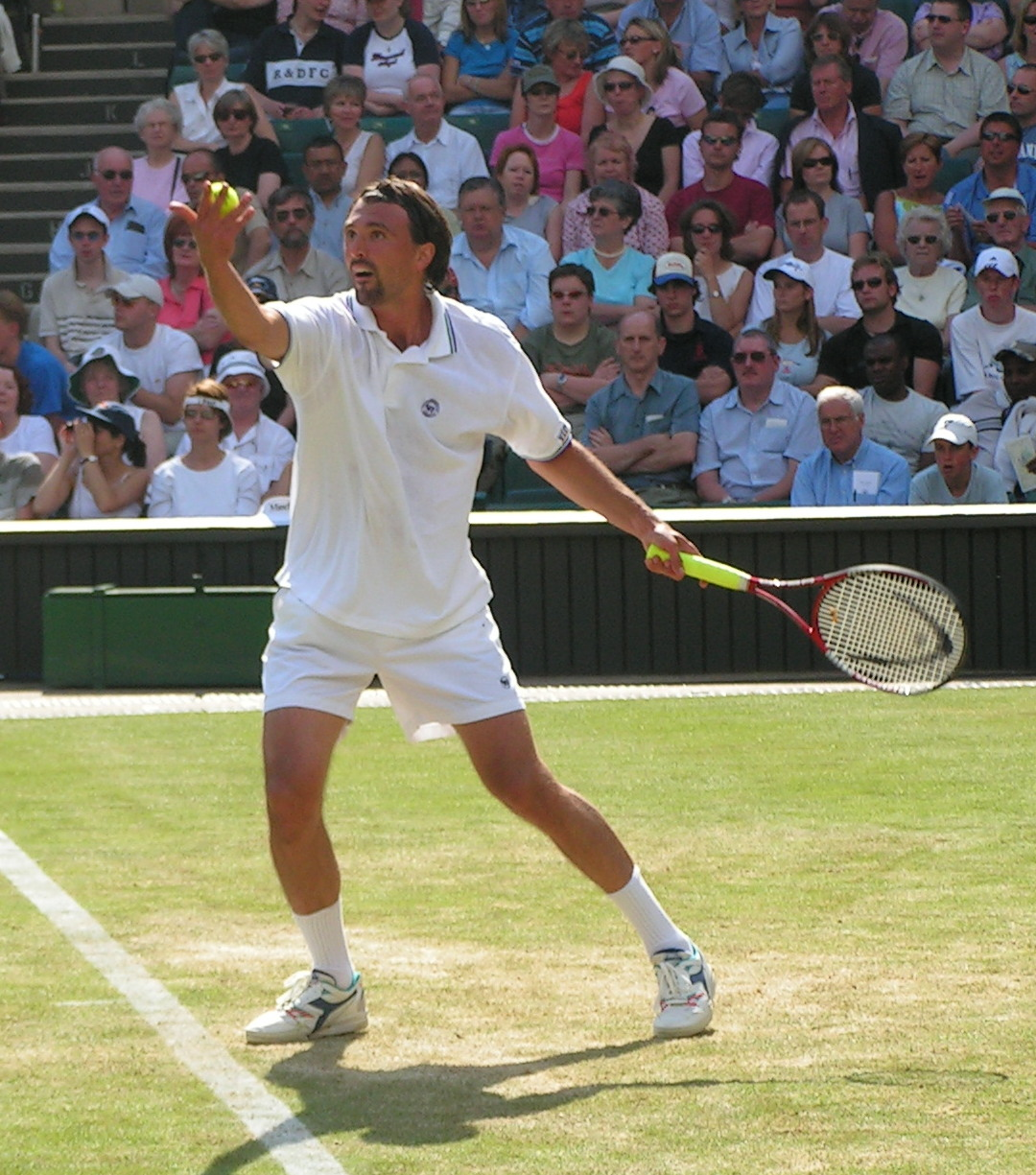
Il tennista Goran Ivanišević, ammesso al Torneo di Wimbledon 2001 grazie a una wild card, riuscì a vincere l'edizione.

Nello sport, la wild card (termine inglese, in italiano invito speciale) è il permesso di partecipazione a una gara o competizione accordato ad atleti o squadre che normalmente non ne avrebbero diritto.

## Funzione
Una wild card può avere tra i suoi obiettivi quello di dare l'opportunità di partecipare a una competizione a una squadra celebre o storicamente rinomata senza che ne abbia acquisito il diritto secondo regolamento, oppure di dare una seconda opportunità ad atleti o squadre che, per motivi vari, abbiano mancato sul campo la qualificazione, oppure di rendere popolare una determinata disciplina.
In ambito calcistico i regolamenti delle competizioni UEFA per club prevedono spesso delle wild card; l'aver vinto il titolo nell'edizione precedente, per esempio, consentirebbe di partecipare anche se la posizione raggiunta nel campionato nazionale non fosse sufficiente. In altri sport invece, la confederazione che governa un certo sport può prevedere che alcuni posti nei tornei siano riservati a delle wild card, per esempio nell'Eurolega di basket.
Medesimo concetto vale negli sport individuali, tra cui il tennis: con la wild card si accede direttamente al tabellone principale di un torneo, senza disputare le qualificazioni. Si possono citare i casi di Goran Ivanišević, che vinse il Torneo di Wimbledon 2001, o di Kim Clijsters, che trionfò agli US Open 2009, infine la tennista canadese Mboko vincitrice dell’ultima edizione del torneo WTA di Montreal.